# Brachonchulus sumatrensis
Brachonchulus sumatrensis is een rondwormensoort uit de familie van de Mononchidae. De wetenschappelijke naam van de soort is voor het eerst geldig gepubliceerd in 1958 door Andrássy.